# Gjat
La  Gjat (en russe : Гжать) est une rivière de l'oblast de Smolensk, en Russie et un affluent gauche de la Vazouza, dans le bassin hydrographique de la Volga.

## Géographie
La Gjat est longue de 113 km et draine un bassin de 2 370 km2.
La Gjat arrose la ville de Gagarine, appelée Gjatsk jusqu'en 1968.